# Горан Гавранчић
Горан Гавранчић (рођен 2. августа 1978. године у Београду) је бивши српски фудбалер и државни репрезентативац. Играо је у одбрани.

## Клупска каријера
Фудбал је активно почео да игра у Винчи 1988. и тамо проводи следеће две године. Од 1990. до 1995. је наступао за млађе категорије ФК Црвена звезда, а потом се враћа у Винчу, да би већ следеће (1996) године стигао у редове Чукаричког.
На Бановом брду остаје до сезоне 2000/01, да би затим прешао у редове кијевског Динама, вишеструког шампиона Украјине, највећег и најпопуларнијег клуба у тој земљи. У Кијеву са великим успехом наступа до краја сезоне 2007/08. У том периоду је освојио чак 8 трофеја – по 4 првенства и купа Украјине.
Пролећни део сезоне 2007/08 је као позајмљен играч, одиграо у грчком ПАОК-у.
Јесењи део првенства 2008/09 је био без ангажмана, да би у зимском прелазном року 2009. потписао за београдски Партизан. Део је генерације која ће остати записана у историји клуба као прва која је одбранила дуплу круну. Са Гораном Гавранчићем у тиму, црно-бели су од фебруара до новембра поставили низ рекорда. Позитивни су оличени у броју минута без примљеног гола (916), победом над Црвеном звездом после осам година на свом стадиону (2:0), најубедљивијим тријумфом у европским куповима (Рил, 8:0)...
У фебруару 2010. потписао уговор са кинеским Хенаном, али је због хроничних проблема са повредама, у септембру 2010. објавио да престаје са професионалним играњем.

## Репрезентација
За репрезентацију Југославије и Србије и Црне Горе одиграо 28 мечева. Дебитовао за најбољу селекцију у време мандата Дејана Савићевића, 13. фебруара 2002. против Мексика (2:1) у Финиксу, САД. Био је члан „фантастичне четворке” (са Драгутиновићем, Крстајићем и Видићем) која је у квалификацијама за СП 2006. у Немачкој примила само један гол.
Последњи пут за репрезентацију наступио управо на Светском првенству: 21. јуна 2006. против Обале Слоноваче (2:3).

## Трофеји
Динамо Кијев
- Првенство Украјине (4) : 2000/01, 2002/03, 2003/04, 2006/07.
- Куп Украјине (4) : 2002/03, 2004/05, 2005/06, 2006/07.
- Суперкуп Украјине (3) : 2004, 2006, 2007.

Партизан
- Првенство Србије (1) : 2008/09.
- Куп Србије (1) : 2008/09.